# Maria e i soldati
Maria e i soldati è il primo romanzo di Nello Saito, pubblicato nel 1947.

## Trama
In una fureria isolata, la routine dei soldati impegnati a produrre pane viene sconvolta da un bombardamento. L'evento li provoca ad affrontare il problema della guerra in corso e a scegliere da che parte schierarsi, se dalla parte dei "Militi" oppure da quella dei combattenti sulle montagne.
Il romanzo segue le diverse scelte dei personaggi. Il protagonista, Remo, innamorato di Maria, la donna di Andrea capo dei partigiani, non sceglie per la sua incapacità di uccidere.